# صالح الكعاني
صالح حمد الكعاني لاعب كرة قدم قطري .

## نادي الدحيل
كان يلعب في نادي الجيش و في عام 2017 صدر قرار بدمج نادي لخويا مع نادي الجيش تحت مسمى نادي الدحيل و انظم بعدها إلى نادي الدحيل .

## نادي أم صلال
وقع مع نادي أم صلال في صيف 2019 .